# بافل إغناتوفيتش
بافل إغناتوفيتش (بالروسية: Игнатович, Павел Геннадьевич)‏ (24 مايو 1989 بسانت بطرسبرغ في روسيا - ) هو لاعب كرة قدم روسي في مركز الوسط. لعب مع أمكار بيرم وتوم تومسك ودينامو موسكو وزينيت سانت بطرسبرغ ودينامو بريانسك ونادي موردوفيا سارانسك ونادي خيمكي.

## وصلات خارجية
- بافل إغناتوفيتش على موقع قاعدة بيانات كرة القدم.إي يو (الإنجليزية)
- بافل إغناتوفيتش على موقع Soccerway.com (الإنجليزية)